# Cloniophorus
Cloniophorus är ett släkte av skalbaggar. Cloniophorus ingår i familjen långhorningar.

## Dottertaxa tillCloniophorus, i alfabetisk ordning[1]
- Cloniophorus adelpha
- Cloniophorus asper
- Cloniophorus auricollis
- Cloniophorus chrysaspis
- Cloniophorus collarti
- Cloniophorus coloratus
- Cloniophorus concentricalis
- Cloniophorus crinitus
- Cloniophorus curvatoplicatus
- Cloniophorus cylindricum
- Cloniophorus debilis
- Cloniophorus dorae
- Cloniophorus edentulus
- Cloniophorus elongatus
- Cloniophorus episcopalis
- Cloniophorus femoralis
- Cloniophorus glaberrimus
- Cloniophorus glabripennis
- Cloniophorus gracilis
- Cloniophorus kolbei
- Cloniophorus lujae
- Cloniophorus noiroti
- Cloniophorus nyassae
- Cloniophorus overlaeti
- Cloniophorus parallelipenne
- Cloniophorus parvus
- Cloniophorus plicatus
- Cloniophorus purpurascens
- Cloniophorus rufipes
- Cloniophorus sulcatulus
- Cloniophorus tessmanni
- Cloniophorus tricolor
- Cloniophorus viridis
- Cloniophorus vittiger